# 龍虎少年隊
《龍虎少年隊》（英語：21 Jump Street），美國電視影集，1987年4月12日福斯電視網首映。是強尼·戴普踏入演藝界的代表作品。
《龍虎少年隊》描寫一群長相年輕的警官進入校園臥底偵查美國青少年關於吸毒、酗酒、槍械等案件，這部影集讓強尼·戴普成為全美青少年偶像。Richard Greico在第三季加入演出警官「飛仔」傅文凱（Dennis Booker），他的角色通常都是客串演出，最後以辭職收場；由於他性感的造型，使得此角色相當令人懷念。台灣台視於1989年（民國78年）引進在每週日下午播出。

## 主角人物
- 帥哥／韓生（Officer Tom Hanson, Jr.）

Jeff Yagher 在強尼·戴普接手之前扮演警官湯姆·韓生。
強尼·戴普：扮演警官湯姆·韓生。 (1987-1990)
- 黑妞／何茱蒂（Det. Judy Hoffs）

Holly Robinson 飾
- 弱雞／伊木（Officer Harry Ioki）

阮春智 飾，唯一的東方人面孔(1987-1990)
- 大鳥／潘鶴（Officer Doug Penhall）

Peter DeLuise 飾(1987-1990)
- 飛仔／傅文凱（Officer Dennis Booker）

Richard Grieco 飾(1988-1989)
- 龍威（Captain Richard Jenko）

Frederic Forrest 飾(1987)，少年隊隊長。
- 俞虎（Captain Adam Fuller）

Steven Williams 飾(1987-1991)，在龍威之後繼任的少年隊隊長。
- 虎仔（Officer Joey Penhall）

Michael DeLuise 飾(1990-1991)
- 大嘴（Sal "Blowfish" Banducci）

Sal Jenco 飾(1987-1990)
- 傳說中的男學生甲

畢·彼特 飾(1988)，剛出道的"布萊德．彼特"於某集中出現串場，飾演"男學生甲"，在英文重制版的DVD包裝上有他的人物特寫。